# L'ultima festa (singolo Cosmo)
L'ultima festa è un singolo del cantante italiano Cosmo, pubblicato l'8 aprile 2016 come primo estratto dall'album omonimo.

## Video musicale
Il videoclip è stato pubblicato il 25 marzo 2016 attraverso il canale YouTube del cantante.